# Чемпіонат України із шахів 2011 (жінки)
71-й чемпіонат України із шахів серед жінок, що проходив з 5 по 16 жовтня 2011 року у м.Полтава в приміщенні обласного шахово-шашкового клубу ПООФСТ «УКРАЇНА» (майдан Незалежності, 24). Змагання проводилися за швейцарською системою у 9 турів за участі 26 учасниць. 
Чемпіонкою України стала киянка Катерина Должикова.

## Регламент турніру
Головний суддя турніру, міжнародний арбітр  — Р. М. Антонова (м.Київ)

### Розклад змагань
- Відкриття турніру: 7 жовтня (15-00 год)
- Ігрові дні: 7—15жовтня (без вихідних)
- Закриття турніру: 15 жовтня (17-00 год)

Час початку партій (київський) — 15.00 год (першого туру — 16.00 год останнього  — 11.00 год).

### Контроль часу
- 90 хвилин на перші 40 ходів плюс 30 хвилин до закінчення партії кожному учаснику з додаванням 30 секунд за кожен зроблений хід, починаючи з першого. Дозволений час спізнення на партію — 30 хвилин з початку туру.

### Критерії розподілу місць
Місця визначаються за кількістю набраних очок. У разі рівності очок у двох або більше учасників місця визначаються (у порядку пріоритетів) за такими додатковими показниками:
- 1. За системою коефіцієнтів Бухгольца;
- 2. За системою прогресуючих коефіцієнтів;
- 3. За скороченою системою прогресуючих коефіцієнтів;
- 4. За кількістю перемог.
- 5. За результатом особистої зустрічі;

### Призові
Загальний призовий фонд турніру — 100 тис.грн, призові за 1 місце — 24 тис.грн.

## Учасниці
У змаганні взяли участь члени національної збірної України — Інна Гапоненко (4-й та 41-й номери відповідно українського та світового рейтингів за вересень 2011 року), Тетяна Василевич (5-й та 50-й). З різних причин не взяли участь у турнірі найрейтинговіші шахістки України Катерина Лагно (1-ша серед українок, 5-та у світі), Анна Ушеніна (2-га серед українок, 34-та у світі) та Марія Музичук (3-тя серед українок, 37-ма у світі), а також інші шахістки з першої десятки (Наталя Жукова, Наталя Здебська, Тетяна Кононенко, Оксана Возовик, Наталя Григоренко)
  Учасниці чемпіонату представляли 15-ть регіонів України.

## Підсумкова таблиця

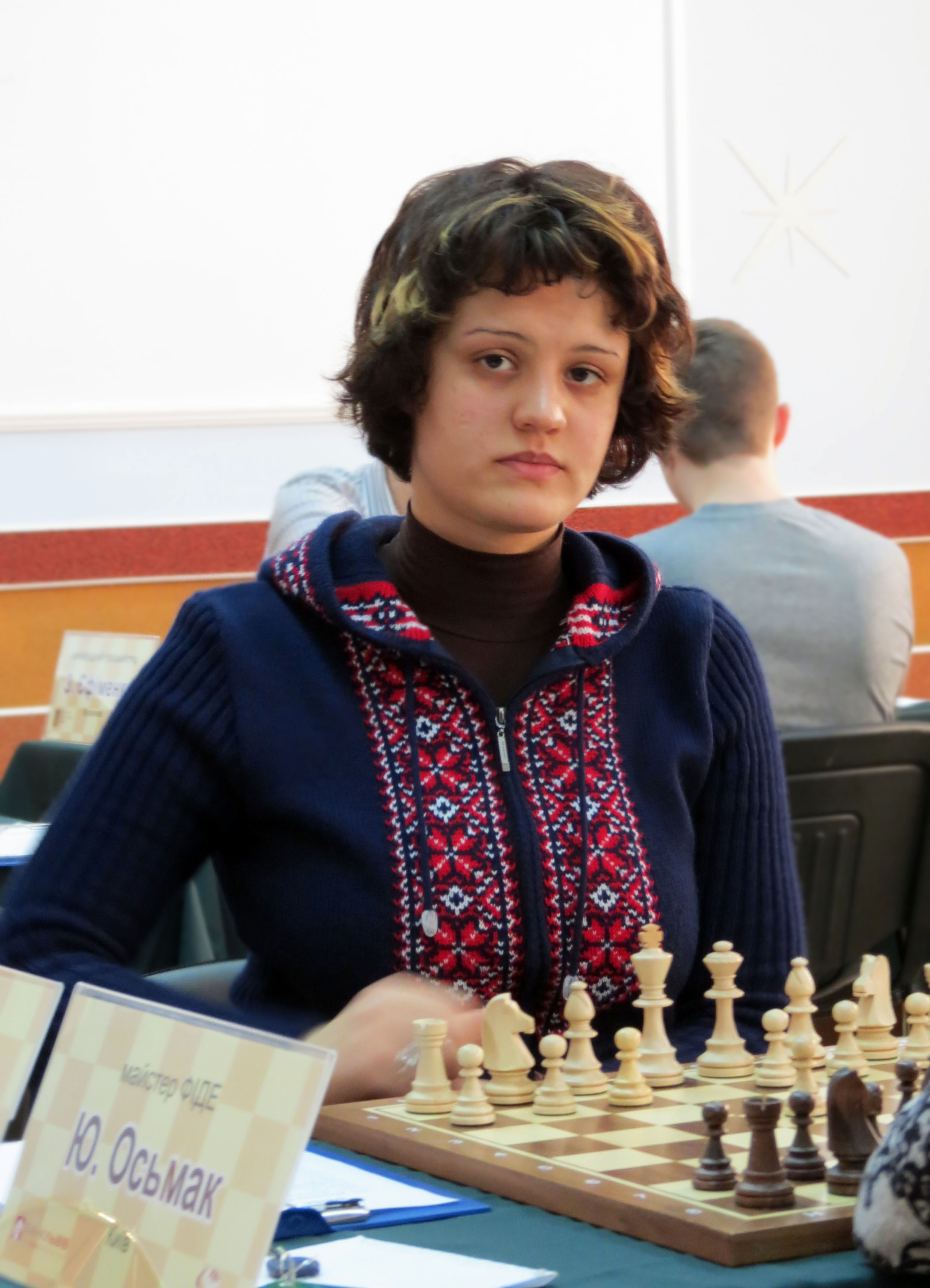
Катерина Должикова — чемпіонка України 2011 року

| Місце | Шахістка               | Місто           | Вік | Рейтинг |  | + | = | − | Очки | Дод1 |
| ----- | ---------------------- | --------------- | --- | ------- |  | - | - | - | ---- | ---- |
| 1     | Катерина Должикова     | Київ            | 23  | 2311    |  | 5 | 4 | 0 | 7    | 47,0 |
| 2     | Ірина Андренко         | Харків          | 20  | 2231    |  | 5 | 3 | 1 | 6½   | 46,0 |
| 3     | Інна Гапоненко         | Херсон          | 35  | 2445    |  | 3 | 6 | 0 | 6    | 48,0 |
| 4     | Анастасія Рахмангулова | Миколаїв        | 16  | 2207    |  | 3 | 5 | 1 | 5½   | 47,5 |
| 5     | Євгенія Долуханова     | Харків          | 27  | 2250    |  | 4 | 3 | 2 | 5½   | 46,5 |
| 6     | Тетяна Василевич       | Євпаторія       | 34  | 2423    |  | 3 | 5 | 1 | 5½   | 44,0 |
| 7     | Олена Горескул         | Енергодар       | 34  | 2199    |  | 5 | 1 | 3 | 5½   | 42,0 |
| 8     | Оксана Грицаєва        | Феодосія        | 31  | 2320    |  | 3 | 4 | 2 | 5    | 50,0 |
| 9     | Мар’яна Гуда           | Моршин          | 22  | 2196    |  | 3 | 4 | 2 | 5    | 44,5 |
| 10    | Марія Безкоровайна     | Харків          | 14  | 2023    |  | 4 | 2 | 3 | 5    | 43,0 |
| 11    | Маріца Цирульник       | Дніпропетровськ | 20  | 2168    |  | 4 | 2 | 3 | 5    | 43,0 |
| 12    | Ірина Петрова          | Харків          | 17  | 2107    |  | 3 | 4 | 2 | 5    | 41,5 |
| 13    | Марія Танцюра          | Харків          | 15  | 2138    |  | 3 | 4 | 2 | 5    | 39,0 |
| 14    | Світлана Чередниченко  | Шахтарськ       | 27  | 2283    |  | 4 | 2 | 3 | 5    | 36,0 |
| 15    | Ольга Калініна         | Тернопіль       | 22  | 2288    |  | 3 | 3 | 3 | 4½   | 46,0 |
| 16    | Маріанна Калініна      | Тернопіль       | 19  | 2039    |  | 3 | 2 | 4 | 4    | 46,5 |
| 17    | Ірина Моцар            | Київ            | 26  | 2145    |  | 3 | 2 | 4 | 4    | 38,5 |
| 18    | Ольга Шаровська        | Харків          | 20  | 1957    |  | 2 | 4 | 3 | 4    | 37,5 |
| 19    | Анастасія Зінгайло     | Одеса           | 22  | 2071    |  | 4 | 0 | 5 | 4    | 37,0 |
| 20    | Жанетта Рудакова       | Полтава         | 33  | 1986    |  | 3 | 2 | 4 | 4    | 35,5 |
| 21    | Анастасія Ткачова      | Харків          | 16  | 1948    |  | 3 | 2 | 4 | 4    | 33,0 |
| 22    | Дарія Богдан           | Чернігів        | 17  | 1920    |  | 3 | 2 | 4 | 4    | 30,0 |
| 23    | Ольга Агудова          | Донецьк         | 41  | 1980    |  | 2 | 2 | 5 | 3    | 33,5 |
| 24    | Наталія Понятишина     | Хмельницький    | 32  | 1794    |  | 3 | 0 | 6 | 3    | 31,0 |
| 25    | Наталя Мироненко       | Полтава         | 27  | 1928    |  | 2 | 0 | 7 | 2    | 34,5 |
| 26    | Анна Курило            | Полтава         | 14  | 1655    |  | 0 | 0 | 9 | 0    | 32,0 |